# 约翰·戈特弗里德·皮耶夫克

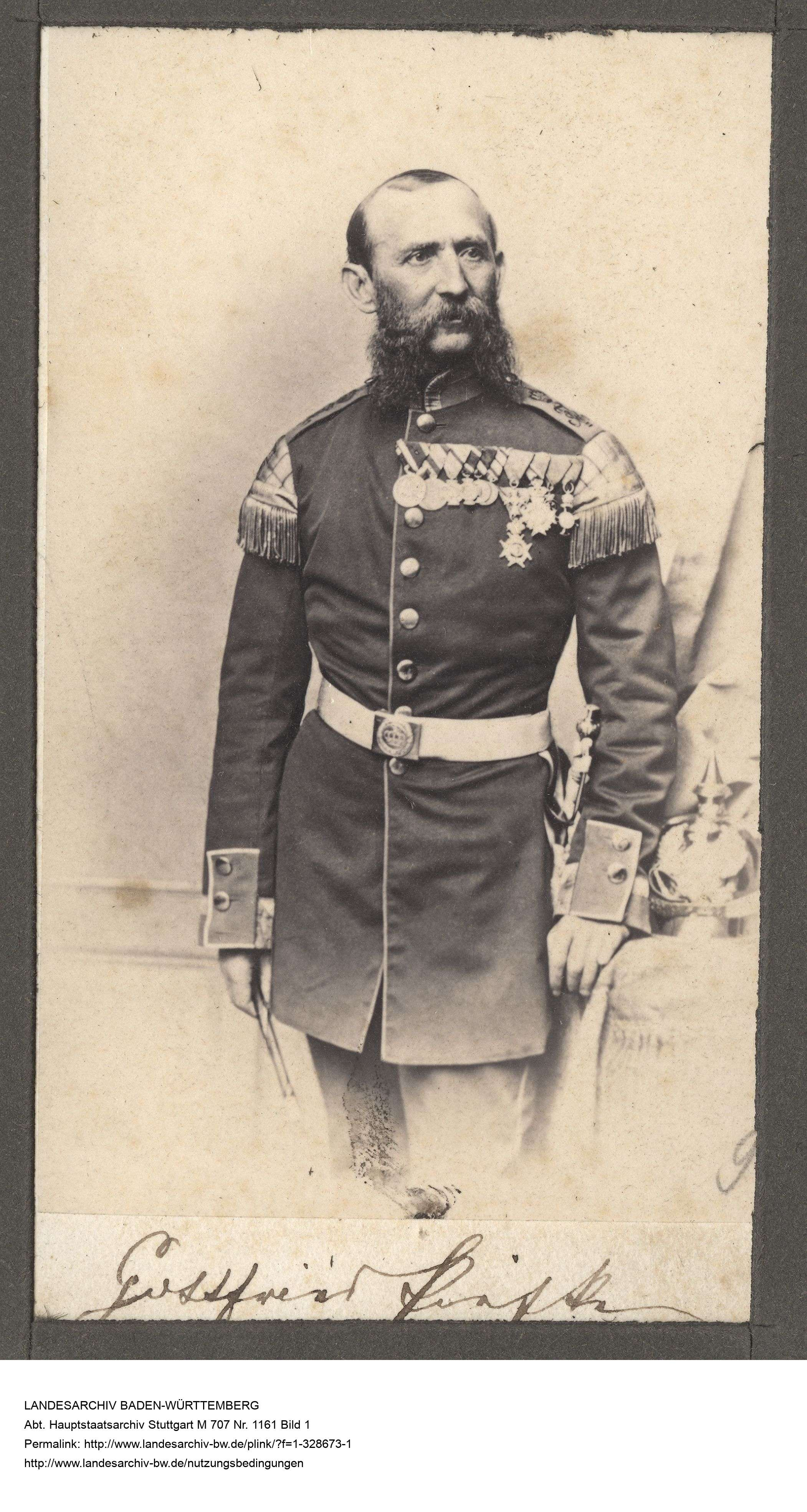
约翰·戈特弗里德·皮耶夫克

约翰·戈特弗里德·皮耶夫克（Johann Gottfried Piefke，1817年9月9日-1884年1月25日）是普魯士王國乐队指挥家（Kapellmeister）和军乐作曲家。

## 生平
皮耶夫克出生于普鲁士波森省瓦澤河畔什未林（现为波兰的斯克维尔日纳）。1850年代，他是柏林第8步兵团的乐队指挥。
他著名的进行曲包括《普鲁士的荣耀》和《克尼格雷茨進行曲》——前者是為紀念普魯士王國在普法戰爭中取得勝利而作，並於1871年在法蘭克福首度公演，現今則成為德意志聯邦共和國的經典軍歌之一；后者是在1866年的克尼格雷茨战役（奥普战争的决定性战役）之后创作的。他为军乐队改编了弗朗茨·李斯特的交响诗《塔索》，也可能类似地改编了李斯特的一些进行曲。
1884年，皮耶夫克在奥得河畔法兰克福去世，享壽67歲。

## 其餘創作
皮耶夫克还写过：
- Siegesmarsch（胜利进行曲）
- Margarethen Marsch（玛格丽特进行曲）
- Kaiser Wilhelm V(I) Siegesmarsch（皇帝威廉五（一）世胜利进行曲）
- Der Alsenströmer（阿尔斯的洪流）纪念第二次什勒斯維希戰爭 (又稱普丹戰爭) 期间阿爾斯戰役（英语：Battle of Als）的进行曲
- Der Lymfjordströmer（利姆海峽的洪流）另一个纪念普丹戰爭的进行曲

## 資料來源
1. ↑  Kohlnator. . youtube.   [2008年12月18日]. （原始内容存档于2022年10月22日）.

## 外部連結
Naxos Records: Johann Gottfried Piefke （页面存档备份，存于）